# Kill 'Em All
Kill 'Em All és l'àlbum d'estudi de debut del grup de thrash metal Metallica, i és considerat com un dels discs que presenta les bases del thrash metal. Fou gravat en només dues setmanes amb molt poc pressupost amb Megaforce Records i es van vendre 65 mil còpies aproximadament en tot el món.
La reedició de 1988 de l'àlbum per Elektra Records va afegir-hi les cançons "Blitzkrieg" (una cançó de la banda del mateix nom) i "Am I Evil?" (de Diamond Head). Ambdues versions van ser prèviament editades com Garage Days Re-Revisited a la cara-B de l'EP de Creeping Death de la companyia Music For Nations l'any 1984.

## Informació
Amb les primeres cançons ja compostes que els permetia tocar en locals i després d'enregistrar un parell de demos ja van atraure l'atenció de Jon Zazula, responsable del segell independent Megaforce Records, amb el qual van signar un petit contracte per ajudar-los a enregistrar noves cançons. James Hetfield i Lars Ulrich van decidir fer fora de la banda a Dave Mustaine debut als continus conflictes que tenien, bàsicament degut als seus abusos amb l'alcohol. Aquest fet no fou espontani, sinó que ja tenien pensat en qui el podia substituir i Zazula va convèncer fàcilment a Kirk Hammett per entrar a la banda. Mustaine havia ajudat en la creació de diversos temes i fou inclòs en els crèdits de quatre cançons de l'àlbum. Ron McGovney també fou substituït per Cliff Burton a causa de tensions amb Hetfield i Ulrich. A partir del moment que la banda va mantenir una alineació estable, Metallica va començar a tocar en locals de Los Angeles i San Francisco.
Després d'un mes d'assaigs amb el nou guitarrista, Metallica va entrar als estudis Music America Studios de Rochester, Nova York, per enregistrar el seu primer àlbum d'estudi. La llista de temes fou pràcticament la mateixa que la seva darrera demo No Life 'til Leather amb excepció de dos temes de la demo prèvia Metal Up Your Ass. Paul Curcio, propietari dels estudis i enginyer resident, en fou el productor. Passats dos mesos de treballs, el disc va aparèixer el 26 de juliol amb el títol Kill 'Em All. La banda havia escollit inicialment com a títol del seu disc Metal Up Your Ass ("Metal pel cul") i una caràtula amb un lavabo en la qual una mà amb un ganivet sortia dins d'ell. Megaforce, però, va insistir a canviar-lo, i finalment van canviar la caràtula de l'àlbum amb una imatge menys ofensiva en la qual apareix l'ombra d'una mà deixant una maça ensangonada, i el nom de l'àlbum Kill 'Em All traduït com ("Mata'ls a Tots"). Aquest nom provenia d'una frase del baixista Cliff Burton a causa de l'enuig que va produir en el grup la negativa de diverses distribuïdores de discs a comercialitzar el disc amb el títol original.
Les lletres d'aquest àlbum no tenen un tema en comú, parlen de la guerra, la mort, històries mítiques o obscures, i l'eufòria que genera un concert de heavy metal. El so més molt enèrgic, amb una velocitat més ràpida i un so més cru del que és comú a les bandes d'aquest estil, fruit de les influències de hardcore punk o trash metal.
Va debutar amb 17.000 còpies venudes en les dues primeres setmanes i va obrir el trash metal a un nou públic i a la premsa, que els va oferir les primeres crítiques favorables. Posteriorment fou escollit com un dels millors àlbums dels anys 80, concretament la 35a posició, i un dels millors àlbums de metal de tota la història.
Durant l'estiu de 1983 es van embarcar en la primera gira Kill 'em All For One Tour juntament amb la banda britànica Raven, que promocionaven el seu àlbum All for One. El bagatge no fou molt positiu, ja que en alguna ocasió fou molt reduïda la seva audiència. Acabada la gira van tornar a treballar en nou material, que els va permetre estrenar noves cançons en els concerts que van realitzar a finals d'any. Al febrer de 1984 van iniciar la seva primera gira europea junt a Twisted Sister, destacant l'Aardschok Festival de Zwolle davant més de 7.000 persones. Acabada la gira ja havien superat les 50.000 còpies venuda arreu del món, i Metallica va començar a tenir reconeixement internacional.

## Llista de cançons
Totes les lletres escrites per James Hetfield. 
| Núm.          | Títol                                       | Música                          | Durada |
| ------------- | ------------------------------------------- | ------------------------------- | ------ |
| 1.            | «Hit the Lights»                            | Hetfield, Lars Ulrich           | 4:17   |
| 2.            | «The Four Horsemen»                         | Hetfield, Ulrich, Dave Mustaine | 7:13   |
| 3.            | «Motorbreath»                               | Hetfield                        | 3:08   |
| 4.            | «Jump in the Fire»                          | Hetfield, Ulrich, Mustaine      | 4:42   |
| 5.            | «(Anesthesia) Pulling Teeth» (instrumental) | Cliff Burton                    | 4:15   |
| 6.            | «Whiplash»                                  | Hetfield, Ulrich                | 4:10   |
| 7.            | «Phantom Lord»                              | Hetfield, Ulrich, Mustaine      | 5:02   |
| 8.            | «No Remorse»                                | Hetfield, Ulrich                | 6:26   |
| 9.            | «Seek and Destroy»                          | Hetfield, Ulrich                | 6:55   |
| 10.           | «Metal Militia»                             | Hetfield, Ulrich, Mustaine      | 5:09   |
| Durada total: | Durada total:                               | Durada total:                   | 51:15  |

| 11.           | «Am I Evil?» (gravada originalment per Diamond Head) |               | 7:50  |
| 12.           | «Blitzkrieg» (gravada originalment per Blitzkrieg)   |               | 3:36  |
| Durada total: | Durada total:                                        | Durada total: | 62:39 |

| 11.           | «The Four Horsemen» (directe a Seattle 1989) | 5:31  |
| 12.           | «Whiplash» (directe a Seattle 1989)          | 4:19  |
| Durada total: | Durada total:                                | 61:05 |

## Posicions en llista
| Llista       | Posició | Certificacions |
| ------------ | ------- | -------------- |
| Austràlia    | 55      | 1x Platí       |
| Estats Units | 120     | 3x Platí       |
| França       | 149     |                |

## Personal
Metallica
- James Hetfield – cantant, guitarra rítmica
- Dave Mustaine – guitarra solista
- Cliff Burton – baix
- Lars Ulrich – bateria

Producció
- Jon Zazula – productor executiu
- Paul Curcio – productor musical
- Chris Bubacz – enginyeria d'àudio
- Alex Perialas, Bob Ludwig, George Marino – masterització
- Andy Wroblewski – ajudant d'enguinyeria